# Liste des monuments et sites historiques de la région de Sédhiou
Cet article recense les monuments et sites historiques de la région de Sédhiou au Sénégal.

## Liste
| Monument                    | Département            | Localité                           | Coordonnées                  | Notes | Code Décret   | Illus. |
| --------------------------- | ---------------------- | ---------------------------------- | ---------------------------- | ----- | ------------- | ------ |
| Tata de Fodé Kaba Doumbouya | Département de Sédhiou | Sédhiou                            |                              |       | 2006SEDHIOU01 |        |
| Fort Pinet-Laprade          | Département de Sédhiou | Sédhiou                            | 12° 42′ 28″ N, 15° 33′ 03″ O |       | 2006SEDHIOU02 |        |
| Préfecture                  | Département de Sédhiou | Sédhiou                            |                              |       | 2006SEDHIOU03 |        |
| Grande Mosquée de Sédhiou   | Département de Sédhiou | Quartier Doumassou, Sédhiou        |                              |       | 2006SEDHIOU04 |        |
| Mosquée de Karantaba        | Département de Sédhiou | Karantaba, Arrondissement de Tanaf | 12° 46′ 49″ N, 15° 28′ 07″ O |       | 2006SEDHIOU05 |        |
| Mosquée de Baghère          | Département de Sédhiou | Baghère, Arrondissement de Tanaf   |                              |       | 2006SEDHIOU06 |        |
| Village de Payoungou        | Département de Sédhiou | Arrondissement de Pakour           | 12° 42′ 57″ N, 14° 04′ 03″ O |       | 2006SEDHIOU01 |        |